# 133537 Mariomotta
133537 Mariomotta è un asteroide della fascia principale. Scoperto nel 2003, presenta un'orbita caratterizzata da un semiasse maggiore pari a 2,3584233 UA e da un'eccentricità di 0,0899907, inclinata di 25,84770° rispetto all'eclittica.
L'asteroide è dedicato all'astrofilo italiano Mario Motta.